# Dämon des Meeres
Dämon des Meeres ist ein deutschsprachiger US-Spielfilm aus dem Jahre 1930 von Michael Curtiz und ungenannt Wilhelm Dieterle, der auch die Hauptrolle spielte. An seiner Seite wirken Lissy Arna und Anton Pointner ebenfalls mit. Die Geschichte orientiert sich am Roman Moby Dick (1851) von Herman Melville, ohne eine originale Filmadaption des literarischen Stoffes zu sein.

## Handlung
Anders als in dem Roman, ist für diese Moby Dick-Verfilmung die Geschichte in einigen Kernbereichen verändert worden: Die Geschichte einer fanatischen Waljagd wird aus der Sicht des jungen Harpuniers Christoph erzählt, der aus persönlichen Gründen seiner Liebe zu einem Mädchen an Land entsagt und stattdessen zu einem rachedurstigen „Kapitän Ahab“ mutiert. Christoph liebt die junge Schmied-Tochter Thea. Selbige ist mit dem Harpunier verlobt, und beide wollen heiraten. Ihr Vater ist jedoch gegen diese Verbindung und würde es lieber sehen, wenn Thea Christophs Bruder Martin heiraten würde. Der ist Lehrer und übt somit einen grundsoliden Beruf auf, der eine Familie ernährt und ihn überdies an Land festhält. Als Christoph mal wieder von einer Walfangreise heimkehrt, insinuiert der intrigante Martin, dass er und Thea sich bereits einig seien, was ihrer beide gemeinsame Zukunft betrifft. Zutiefst getroffen, nimmt der Walfänger das Angebot an, auf einem Walfangschiff anzuheuern und in See zu stechen. Ehe er ablegt, stürmt jedoch Thea zu ihm und macht Christoph klar, dass sie mitnichten gedenkt, Martin zu ehelichen. Guten Mutes kann jetzt Christoph auf großen Walfang gehen.
Bald sichtet die Mannschaft auf dem Schiff einen mächtigen weißen Wal: es ist Moby Dick, der auch die „Seebestie“ genannt wird. In blindem Eifer versucht Christoph das mächtige Tier zu harpunieren, doch gelingt es ihm nicht, es zu töten. Vielmehr reißt der weiße Wal mit der Harpune im Fleisch den festhaltenden Christoph mit sich, sodass dieser bei der Wucht ein Bein verliert. Christoph ist am Boden zerstört, er ist sich sicher, dass seine Thea keinen Einbeinigen als Ehemann haben will. Wieder daheim, zeigt seine Liebste keinerlei Änderung in ihrem Verhalten ihm gegenüber. Doch Christoph glaubt nach entsprechenden Einlassungen Martins, dass sie lediglich Mitleid mit ihm hat und stößt sie deshalb zurück. Dann kehrt er wieder aufs Meer zurück, um sich am weißen Wal zu rächen. Nach längerer Zeit kann sich Christoph sogar ein eigenes Schiff mit Mannschaft leisten. Thea hat er stets im Herzen bewahrt, und eines Tages kommt sogar Bruder Martin, der angeheuert hat, an Bord. Und doch treibt den Waljäger nichts anderes als der sehnsüchtige Wunsch, die „Seebestie“ zu erlegen. Wie vom Wahn getrieben jagt Christoph Moby Dick solange hinterher, bis beinahe seine Mannschaft zu meutern beginnt. Bei einem heftigen Sturm wird Martin schwerst verletzt. Im Sterben liegend, gesteht dieser, dass er die ganze Zeit bezüglich Theas Liebe zu ihm gelogen und intrigiert hatte. Christoph erlegt den Wal schließlich und kehrt in den Hafen zurück. Er überlässt sein Segelschiff den beiden Maaten und will fortan sein Leben an der Seite Theas verbringen.

## Produktionsnotizen
Dämon des Meeres, die deutsche Version von Lloyd Bacons Moby Dick, entstand im Herbst 1930 in den Warner Studios in Hollywood und wurde, je nach Quelle, am 2. oder am 12. März 1931 in Berlins Tauentzienpalast uraufgeführt.

## Kritik
Die Österreichische Film-Zeitung schrieb: „Der spannende Film, der reich an interessanten Bildern aus dem Seemannsleben ist, wird unter Michael Kertesz‘ Regie von Wilhelm Dieterle, Lissi Arna, Anton Pointner und Karl Ettlinger [sic!] in den führenden Rollen gespielt.“